# Ahmednagar
Ahmednagar (hindi i marathi अहमदनगर, trl. i trb. Ahmadnagar; ang. Ahmednagar) – miasto w zachodnich Indiach, we wschodniej części stanu Maharashtra, na wyżynie Dekan. Stolica dystryktu Ahmednagar, zamieszkana przez około 300 tys. mieszkańców.